# Leptosiphonium vestitum
Leptosiphonium vestitum är en akantusväxtart som först beskrevs av Adolf Engler, och fick sitt nu gällande namn av Cornelis Eliza Bertus Bremekamp och Nannenga-bremek.. Leptosiphonium vestitum ingår i släktet Leptosiphonium och familjen akantusväxter. Inga underarter finns listade i Catalogue of Life.